# Ослобођење Бугарске
Ослобођење Бугарске покрива догађаје у вези са оснивањем бугарске државе после периода османске владавине. Ово се дешава као резултат националног препорода. Русија је подржала словенске народе 24. априла 1877. године. У Бугарској овај рат је добио име Ослободилачког рата.

## Априлски устанак
Јавно мњење у Русији је широко подржало Бугарску у доба устанка. Заједно са активностима Московског словенског комитета учествовали су велики умови и срца руских писаца Ивана Тургењева, Лава Толстоја и Фјодора Достојевског.

## Празник
Ослобођење Бугарске - национални празник државе, слави се 3. марта сваке године. То је датум када је потписан Сан-Стефански мировни споразум између Руског царства и Турске.

## Сан-Стефански мировни споразум
Сан-Стефански мировни споразум је утврдио коначне границе нове Бугарске државе, у складу са договором руско-турске комисије.

## Обележавање и сећање
Ослобођење Бугарске од османске владавине се свечано прославља. На територији земље је изграђено неколико стотина споменика у знак захвалности за херојство и положене жртве ратника.